# Lara Colturi
Lara Colturi, née le 15 novembre 2006 à Turin, est une  skieuse alpine italienne qui représente l'Albanie en compétition.

## Biographie
Originaire de Cesana Torinese, elle est la fille de la championne olympique 2002 de super-G, Daniela Ceccarelli, qui a été son entraîneuse dès le plus jeune âge. 
En 2022, au moment de faire ses débuts dans les compétitions internationales, la famille de Lara demande à la fédération italienne l'autorisation de lui dédier un encadrement privé, en estimant qu'un entraînement personnalisé correspondrait plus à leur fille. La FISI ayant refusé, ils décident de couper sportivement les ponts avec l'Italie : Lara va représenter l'Albanie en courses, et ce bien qu'elle n'ait aucune attache avec cet État. Celui-ci présente en outre l'intérêt de ne pas être une nation de tradition de ski, ce qui va permettre à Lara d'obtenir sa sélection rapidement pour les épreuves de coupe du monde.
En novembre 2022, elle obtient ses premiers points en coupe du monde, en prenant la 17e place du géant de Killington.

## Palmarès

### Coupe du monde
- 3 podiums : 2 deuxièmes places et 1 troisième place.

### Championnats du monde juniors
| Épreuve / Édition              | Descente | Super G | Slalom géant | Slalom | Combiné | Team event |
| Mondiaux 2023 Saint-Anton      | 4e       | Or      | Bronze       | -      | -       | -          |
| Mondiaux 2024 Portes du soleil | -        | -       | Bronze       | -      | -       | -          |